# Ophraella cribrata
Ophraella cribrata är en skalbaggsart som först beskrevs av J. L. Leconte 1865.  Ophraella cribrata ingår i släktet Ophraella och familjen bladbaggar. Inga underarter finns listade i Catalogue of Life.